# Hájek (Skalná)
Hájek (deutsch Soos) ist eine Grundsiedlungseinheit im Ortsteil Kateřina (Katharinadorf) der Gemeinde Skalná (Wildstein) im tschechischen Okres Cheb (Bezirk Eger).

## Lage
Der Ort im böhmischen Vogtland liegt in einem Waldgebiet etwa drei Kilometer südöstlich von Skalná rund fünf km von der deutsch-tschechischen Grenze bei Schönberg entfernt. Straßen führen Richtung Norden nach Kateřina (dt. Katharinadorf), zu dessen Katasterbezirk mit einer Fläche von 4,44 km² Hájek gehört. Auch ins benachbarte Nový Drahov (dt. Rohr) in der Gemeinde Třebeň (dt. Trebendorf) verläuft eine Straße. Durch Hájek führt eine Bahnlinie, die in Luby (dt. Schönbach) direkt an der deutsch-tschechischen Grenze endet.

## Bevölkerung
2011 lebten 30 Personen, darunter sechs Kinder unter 14, im Ort.

## Sehenswürdigkeiten
- Soos, unter Naturschutz gestelltes Moor

## Belege
1. ↑  STATISTICKÝ LEXIKON OBCÍ ČESKÉ REPUBLIKY 2013 Podle správního rozdělení k 1.1. 2013 a výsledků sčítání lidu, domů a bytů k 26. březnu 2011 Zpracoval Český statistický úřad ve spolupráci s Ministerstvem vnitra ČR. 1. Januar 2013, S. 268, archiviert vom Original (nicht mehr online verfügbar) am 6. März 2016; abgerufen am 19. März 2024 (tschechisch).  Info: Der Archivlink wurde automatisch eingesetzt und noch nicht geprüft. Bitte prüfe Original- und Archivlink gemäß Anleitung und entferne dann diesen Hinweis.